# 이창엽 (1974년)
이창엽(1974년 11월 19일 ~ , 경상남도 진주시)은 대한민국의 은퇴한 축구 선수이며 현 지도자이다. 선수 시절 포지션은 미드필더이다.

## 축구인 경력

### 선수 경력
1997년 프로축구 드래프트에서 신생 구단 대전 시티즌에 지명되었다. 대전에서 9시즌 간 미드필더와 공격수를 넘나들며 활약하였다.
2006년 경남 FC로 이적하였다. 같은 해 10월 18일 은퇴를 선언하였고, 29일 전북 현대와의 리그 경기에서 은퇴 경기를 치렀다.

### 대표팀 경력
1994년 애틀랜타 올림픽 예비 대표팀에 선발되었으나 최종 명단에는 제외되었다.

### 지도자 경력
2007년 선수 시절 활약하였던 대전 시티즌의 U-15 클럽인 유성중학교 축구부 감독으로 부임하였다.
2015년 충주 험멜의 수석코치로 부임하였다.